# ウィリアム・ギブスン (劇作家)

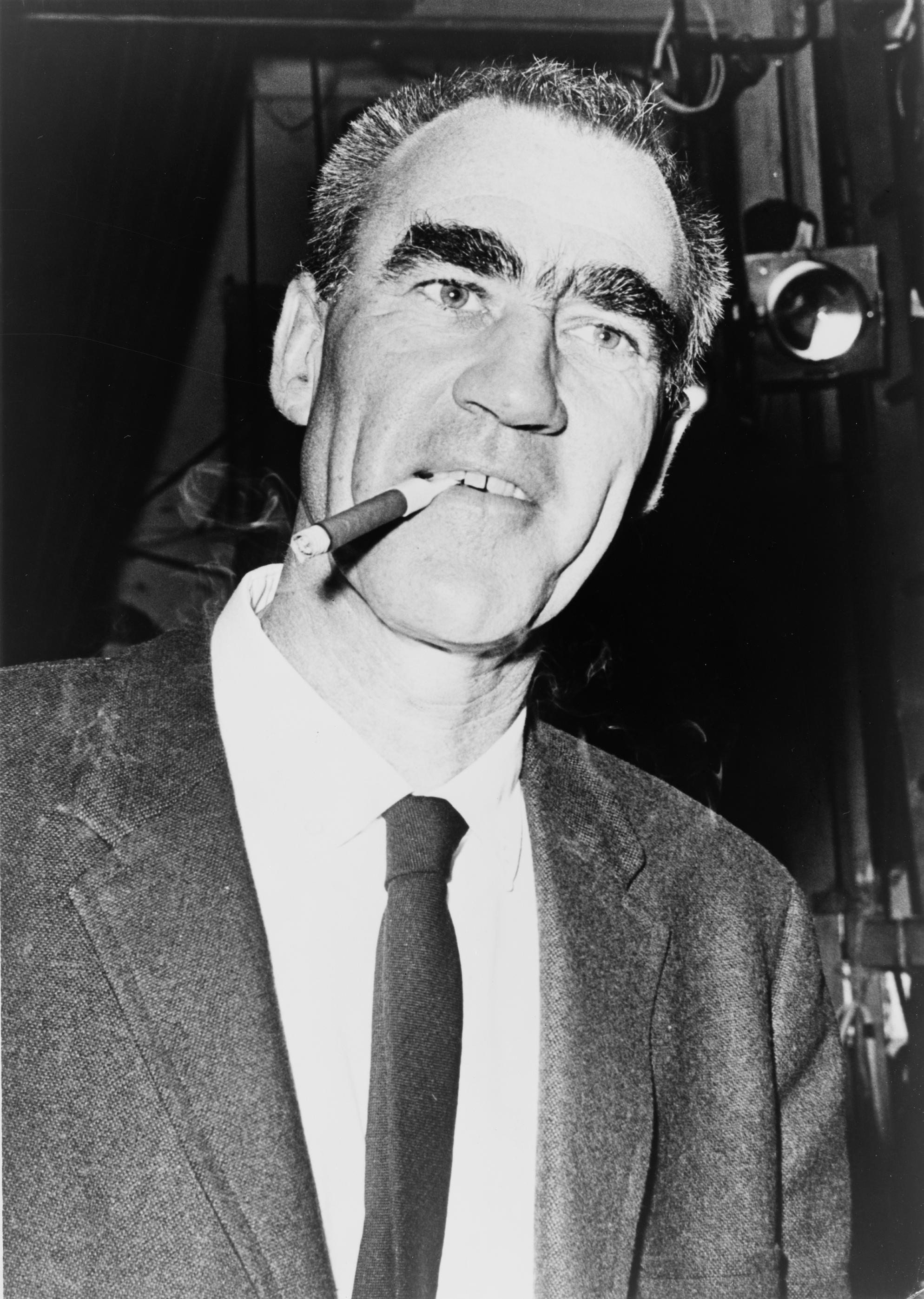
ギブスン（1964年の写真）

ウィリアム・ギブスン（William Gibson, 1914年11月13日 - 2008年11月25日）はアメリカの劇作家。
ニューヨーク市立大学シティカレッジ卒。1960年にヘレン・ケラーと教師・アニー・サリバンを描いた、『奇跡の人』(原題Miracle worker)により、トニー賞(ベストプレイ賞)を受賞。

## 主な作品
- Dinny and the Witches (1948)
- Two for the Seesaw (1958)
- Miracle Worker (1959)
- Golden Boy (1964)
- A Mass for the Dead (1968)
- A Cry of Players (1968)
- Goodly Creatures  (1980)
- Monday After the Miracle (1982)
- Golda's Balcony (1982)